# 距果沙芥
距果沙芥（学名：Pugionium calcaratum），为十字花科沙芥属下的一个种。

## 扩展阅读
維基物種上的相關：距果沙芥